# Seventeen or Bust
Seventeen or Bust (SB) was een distributed computingproject, waarbij wordt gezocht naar het kleinst mogelijke Sierpińskigetal.
Sinds april 2016 is seventeen-or-bust gestopt: er was toen van 11 waarden bewezen dat het geen sierpińskigetallen zijn.
Het project gaat echter verder op PrimeGrid dat zich ook met het Sierpińskiprobleem bezighoudt.
In november 2016 heeft PrimeGrid ook al van 1 waarde bewezen dat het geen Sierpińskigetal is.

## Doel
Het project draait om de formule {\displaystyle k\cdot 2^{n}+1}. Als k oneven is en {\displaystyle n\geq 1}, dan levert dit algoritme zogenaamde Prothgetallen op. Nu is het zo dat (voor bepaalde waarden van k) de formule voor elke willekeurige n een samengesteld getal (dus een niet-priemgetal) oplevert. Deze getallen (k) noemen we Sierpińskigetallen. In 1962 bewees John Selfridge dat k = 78 557 een Sierpińskigetal is; vijf jaar later sprak hij samen met Wacław Sierpiński het vermoeden uit dat dit het kleinste is. Veel wiskundigen geloven dat, maar er is nog geen bewijs voor geleverd.
Om dit bewijs te leveren moet voor elk getal kleiner dan 78 557 worden bewezen, dat het geen Sierpińskigetal is. Anders gezegd: voor elke kleinere k moet bewezen worden, dat er een n is waarvoor de uitkomst van {\displaystyle k\cdot 2^{n}+1} een priemgetal is. Bij aanvang van het project waren er nog 17 waarden van k waarvan dit niet bewezen was, vandaar de naam Seventeen or Bust (2002). Inmiddels heeft men voor 12 van deze waarden bewezen dat het geen Sierpińskigetallen zijn.

## Projectstatus
| k      | n            | Aantal cijfers van k·2n+1 | Ontdekkingsdatum | Gevonden door       |
| ------ | ------------ | ------------------------- | ---------------- | ------------------- |
| 46.157 | 698.207      | 210.186                   | 26 november 2002 | Stephen Gibson      |
| 65.567 | 1.013.803    | 305.190                   | 03 december 2002 | James Burt          |
| 44.131 | 995.972      | 299.823                   | 06 december 2002 | Deviced (bijnaam)   |
| 69.109 | 1.157.446    | 348.431                   | 07 december 2002 | Sean DiMichele      |
| 54.767 | 1.337.287    | 402.569                   | 22 december 2002 | Peter Coels         |
| 5.359  | 5.054.502    | 1.521.561                 | 06 december 2003 | Randy Sundquist     |
| 28.433 | 7.830.457    | 2.357.207                 | 30 december 2004 | anoniem             |
| 27.653 | 9.167.433    | 2.759.677                 | 08 juni 2005     | Derek Gordon        |
| 4.847  | 3.321.063    | 999.744                   | 15 oktober 2005  | Richard Hassler     |
| 19.249 | 13.018.586   | 3.918.990                 | 26 maart 2007    | Konstantin Agafonov |
| 33.661 | 7.031.232    | 2.116.617                 | 13 oktober 2007  | Sturle Sunde        |
| 10.223 | 31.172.165   | 9.383.761                 | 31 oktober 2016  | Péter Szabolcs      |
| 21.181 | > 29.500.000 | > 8.880.389               | (In onderzoek)   | (In onderzoek)      |
| 22.699 | > 29.500.000 | > 8.880.389               | (In onderzoek)   | (In onderzoek)      |
| 24.737 | > 29.500.000 | > 8.880.389               | (In onderzoek)   | (In onderzoek)      |
| 55.459 | > 29.500.000 | > 8.880.389               | (In onderzoek)   | (In onderzoek)      |
| 67.607 | > 29.500.000 | > 8.880.389               | (In onderzoek)   | (In onderzoek)      |